# Hallasan
Hallasan ou monte Halla (em coreano:  한라산) é a montanha mais alta da Coreia do Sul com 1950 m de altitude. Situa-se na ilha de Jeju e é um vulcão em escudo, inativo desde as últimas erupções há mais de um milénio (1002 e 1007).